# 2014年冬季奧林匹克運動會美國代表團
2014年冬季奧林匹克運動會美國代表團是美國派出的2014年冬季奧林匹克運動會代表團，共有230名運動員參加15個項目賽事。

## 外部連結
- United States at the 2014 Winter Olympics（页面存档备份，存于）